# Gaio Veturio Crasso Cicurino
Gaio Veturio Crasso Cicurino (latino: Gaius Veturius Crassus Cicurinus; fl. 377-369 a.C.) è stato un politico romano legato alla gens Veturia.

## Primo tribunato consolare
Nel 377 a.C. fu eletto tribuno consolare con Lucio Emilio Mamercino, Lucio Quinzio Cincinnato Capitolino, Publio Valerio Potito Publicola, Servio Sulpicio Pretestato e Gaio Quinzio Cincinnato.
Durante il tribunato Roma dovette far fronte alla solita minaccia dei Volsci, cui questa volta si erano uniti i Latini.
Organizzata la leva, l'esercito fu diviso in tre parti, uno a difesa della città, una a difesa della campagna romana, e il grosso fu inviato a combattere i nemici, agli ordini di Lucio Emilio e Publio Valerio.
Lo scontro campale si svolse nei pressi di Satricum e fu favorevole ai Romani, nonostante la forte resistenza dei Latini, che dai romani avevano adottato le tecniche di battaglia. Mentre i Volsci si ritirarono ad Anzio, dove trattarono la resa, consegnando la città e le sue campagne ai Romani, i Latini diedero fuoco a Satrico, e attaccarono Tusculum, secondo loro doppiamente colpevole, perché città latina che aveva ottenuto la cittadinanza romana.
Mentre i Latini occupavano la città, i Tuscolani si ritirarono nella rocca, e inviarono una richiesta d'aiuto ai romani. Questi inviarono immediati rinforzi agli ordini di Lucio Quinzio e Servio Sulpicio, riuscendo a sconfiggere i Latini, e a liberare la città alleata.

## Secondo tribunato consolare
Nel 369 a.C. fu eletto tribuno consolare con Quinto Servilio Fidenate, Quinto Quinzio Cincinnato, Marco Cornelio Maluginense, Marco Fabio Ambusto, Aulo Cornelio Cosso.
Anche quest'anno i romani cercarono di portare l'assedio a Velletri ma, come nell'anno precedente, i nemici di Roma riuscirono a resistere.
Intanto in città i tribuni della plebe, Gaio Licinio Calvo Stolone e Lucio Sestio Laterano, continuavano nel portare avanti le loro proposte a favore della plebe, e i patrizi iniziavano a perdere il controllo degli altri tribuni, tramite il quale erano riusciti a bloccare le iniziative di Licinio e Sestio.
(Tito Livio, Ab Urbe condita libri, VI, 37)

### Fonti primarie
- Tito Livio, Ab Urbe condita libri, Libro VI.